# Propagandă neagră
Propaganda neagră este o formă de propagandă menită să creeze impresia că a fost creată de cei pe care se presupune că îi discreditează. Propaganda neagră contrastează cu propaganda gri, care nu-și identifică sursa, precum și cu propaganda albă, care nu-și disimulează deloc originile. Este folosită de obicei pentru a defăima sau stânjeni inamicul prin prezentarea deformată a faptelor
Caracteristica majoră a propagandei negre este că publicul nu este conștient că cineva îl influențează și nu simte că este împins într-o anumită direcție:12. Propaganda neagră susține că provine de la o altă sursă decât cea adevărată. Acest tip de propagandă este asociat cu operațiuni psihologice sub acoperire. Uneori, sursa este ascunsă sau atribuită unei false autorități și răspândește minciuni, falsuri și înșelătorii. Propaganda neagră este „marea minciună”, incluzând toate tipurile de înșelătorie creativă. Propaganda neagră se bazează pe dorința destinatarului de a accepta credibilitatea sursei. În cazul în care creatorii sau expeditorii mesajului de propagandă neagră nu înțeleg în mod adecvat publicul vizat, mesajul poate fi înțeles greșit, poate părea suspect sau poate eșua cu totul.
Guvernele realizează propagandă neagră din câteva motive. Prin mascarea implicării lor directe, un guvern poate avea mai multe șanse să reușească să convingă un public țintă care, altfel, nu ar fi convins. Există, de asemenea, motive diplomatice în spatele utilizării propagandei negre. Propaganda neagră este necesară pentru a ascunde implicarea unui guvern în activități care pot fi în detrimentul politicilor sale externe.

## ÎnRevoluția Americană
Benjamin Franklin a creat și pus în circulație un supliment fals la un ziar din Boston care includea scrisori despre atrocitățile comise împotriva indienilor și tratamentul prizonierilor americani

## În al Doilea Război Mondial

### Britanicii

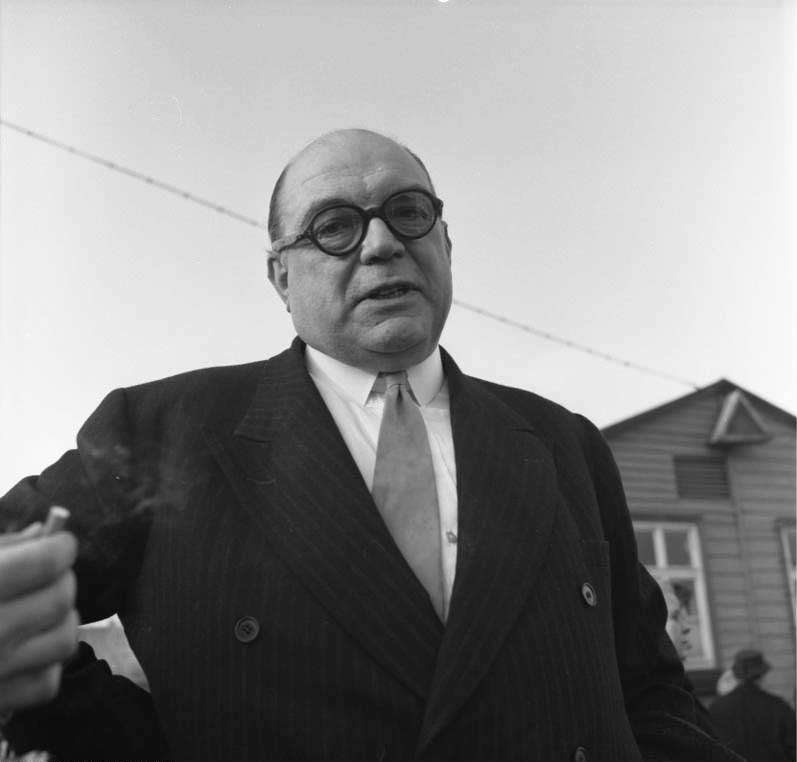
Sefton Delmer (1958)

În Regatul Unit, Direcțiunea Războiului Politic⁠(d) a condus o serie de posturi de radio de propagandă neagră. Gustav Siegfried Eins⁠(d) (GS1) a fost una dintre primele astfel de stații – care se pretindea a fi o stație germană clandestină. Vorbitorul, „Der Chef”, pretindea că este un extremist nazist, acuzându-i pe Adolf Hitler și pe acoliții săi că s-au moleșit. Postul se concentra pe presupusele fapte de corupție și comportamentele sexuale deviante ale membrilor Partidului Nazist.
Un alt exemplu a fost postul de radio britanic Soldatensender Calais, care pretindea a fi un post de radio pentru Wehrmacht. Sub conducerea lui Sefton Delmer, un jurnalist britanic care vorbea perfect germana berlineză, Soldatensender Calais și postul de unde scurte asociat acestuia, Deutscher Kurzwellensender Atlantik, transmiteau muzică, rezultate sportive actualizate, discursuri ale lui Adolf Hitler (pentru „acoperire”) și propagandă subtilă.
Radio Deutschland⁠(d) a fost un alt post de radio folosit de britanici în timpul războiului, menit să submineze moralul germanilor și să creeze tensiuni care, în cele din urmă, ar fi perturbat efortul de război german. Postul a fost difuzat pe o frecvență apropiată pe cadranul radio de un post german real. În timpul războiului, cei mai mulți germani au crezut că acest post de radio era de fapt un post de radio german și chiar a fost acceptat de șeful propagandei germane, Joseph Goebbels.

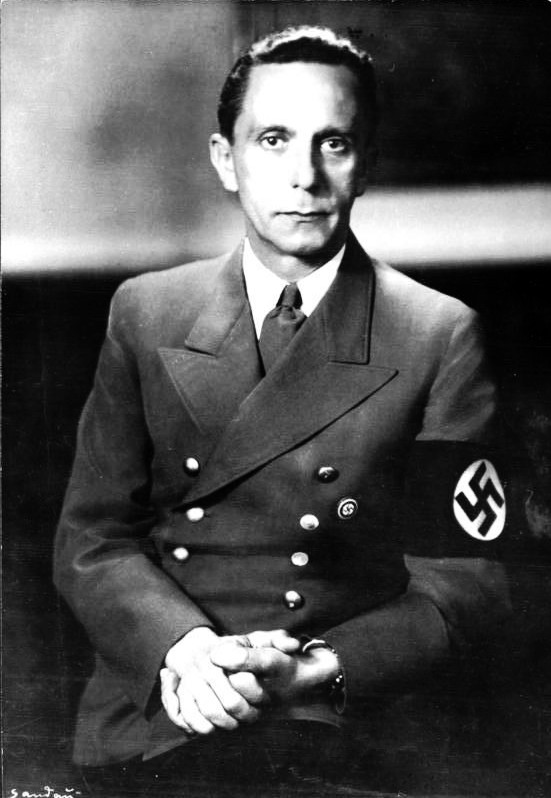
Goebbels, fotografie din Arhiva Federală Germană

Existau posturi de radio britanice de propagandă neagră în majoritatea limbilor din Europa ocupată, cât și în germană și italiană.  Cele mai multe dintre acestea își aveau sediul în zona din jurul Bletchley Park și Woburn Abbey⁠(d) din Buckinghamshire și, respectiv, Bedfordshire.
Un alt exemplu a fost zvonul conform căruia ar fi existat o tentativă germană de debarcare pe țărmurile britanice la Shingle Street⁠(d), dar care ar fi fost respinsă cu pierderi germane mari. Acest lucru a fost relatat în presa americană și în Berlin Diary⁠(d) al lui William L. Shirer⁠(d), dar a fost negat oficial. Documentele britanice, declasificate în 1993, au sugerat că acesta a fost un exemplu reușit de propagandă neagră britanică pentru ridicarea moralului în Marea Britanie, SUA și în Europa ocupată.

Scriitorul James Hayward a susținut că zvonurile, care au fost relatate pe scară largă în presa americană, au fost un exemplu de propagandă neagră care a fost desfășurată cu succes pentru asigurarea cooperării americane și a resurselor pentru programul „ lend lease”, arătând că Marea Britanie era capabilă să reziste cu succes în fața puterii forțelor armate neziste.
Piesa de teatru Licking Hitler⁠(d)  a scriitorului David Hare oferă o relatare fictivă bazată pe eforturile de propagandă neagră ale britanicilor în cel de-al Doilea Război Mondial.

### Germania
Propaganda nazistă a profitat de obicei de rasismul european și de anticomunism. De exemplu, în noaptea de 27 aprilie 1944, avioanele germane, la adăpostul întunericului (și probabil purtând marcaje false ale Royal Air Force), au lansat pliante de propagandă asupra  Danemarcei ocupate. Aceste pliante foloseau titlul Frihedsposten, un ziar clandestin danez autentic, și susțineau că se apropia „ora eliberării”. Acestea îi instruiau pe danezi să accepte „ocuparea de către soldați ruși sau negri americani special antrenați” până când primele tulburări rezultate din operațiunile militare se vor fi încheiat.
Organizația germană Büro Concordia⁠(d) a operat mai multe posturi de radio de propagandă neagră (multe dintre ele pretinzând că emit ilegal din țările pe care le vizau). Unul dintre aceste posturi era Workers' Challenge, care pretindea a fi un post de radio comunist britanic, încuraja muncitorii britanici să intre în grevă împotriva patronilor lor capitaliști.

### Teatrul de război din Oceanul Pacific
Memoriul Tanaka a fost un document care descria planul japonez de cucerire a lumii, începând cu cucerirea Chinei. Acesta a fost menționat pe scară largă în propaganda oficială americană antijaponeză (cum au fost filmele Bătălia Chinei⁠(d) și Cunoaște-ți inamicul: Japonia⁠(d)), dar majoritatea istoricilor consideră în prezent că a fost un fals.
Următorul mesaj a fost distribuit în pliantele de propagandă neagră lansate de japonezi deasupra Filipinelor în timpul celui de-al Doilea Război Mondial. Acesta a fost conceput pentru a-i întoarce pe filipinezi împotriva Statelor Unite ale Americii:
„ FERIȚI-VĂ DE BOLILE VENERICE
În ultima vreme a crescut foarte mult numărul de boli venerice în rândul ofițerilor și bărbaților noștri, din cauza contactelor prolifice cu femei filipineze cu un caracter dubios.
Din cauza vremurilor grele și a stării de asediu provocate de ocupația japoneză a insulelor, femeile filipineze sunt dispuse să se ofere pentru o cantitate mică de alimente. În astfel de cazuri, este recomandabil să se ia toate măsurile de protecție prin folosirea prezervativelor, a medicamentelor de protecție etc; mai bine să se întrețină relații sexuale numai cu soții, virgine sau femei cu caracterul [sic] respectiv.

În plus, având în vedere creșterea înclinațiilor pro-americane, multe femei filipineze sunt mai mult decât dispuse să se ofere soldaților americani, iar datorită faptului că filipinezii nu au cunoștințe de igienă, purtătorii de boli sunt foarte mulți și trebuie să se acorde atenția cuvenită.”—U. S. ARMY

## Propaganda neagră din timpul Războiului Rece

### Uniunea Sovietică
Înainte și în timpul Războiului Rece, Uniunea Sovietică a folosit dezinformarea în mai multe rânduri, folosind Serviciul A al  Direcția Generală I a Comitetului pentru Securitatea Statului din cadrul Consiliului de Miniștri al URSS al KGB pentru a-și desfășura prin „măsuri active” sau „negre”.. Serviciul A era responsabil de campaniile clandestine care vizau guvernele străine și opinia publică, precum și de influențarea persoanelor și grupurilor specifice care erau ostile guvernului sovietic și politicilor sale. Majoritatea operațiunilor lor erau, de fapt, desfășurate de alte elemente și direcții ale KGB-ului

### Regatul Unit
Documente declasificate au dezvăluit că guvernul britanic a desfășurat o campanie secretă de „propagandă neagră” timp de zeci de ani, vizând Africa, Orientul Mijlociu și unele părți ale Asiei cu broșuri și rapoarte din surse false, cu scopul de a destabiliza inamicii din timpul Războiului Rece prin încurajarea tensiunilor rasiale, semănând haos, incitând la violență și consolidând ideile anticomuniste

### Statele Unite
În urma atacurilor din 11 septembrie împotriva Statelor Unite, Deptamentul Apărării al SUA a organizat și a pus în funcțiune  Biroul de Influență Strategică (Office of Strategic Influence) într-un efort de a îmbunătăți sprijinul public în străinătate, în principal în țările musulmane. Șeful OSI a fost generalul USAF Pete Worden⁠(d), care a susținut o misiune descrisă de The New York Times'] ca fiind aceea de a „face să circule propuneri clasificate care să solicite campanii agresive care să folosească nu numai mass-media străine și internetul, ci și operațiuni sub acoperire”. Worden și secretarul de atunci al apărării, Donald Rumsfeld, au planificat ceea ce oficialii Pentagonului au declarat că era „o misiune amplă, de la campanii negre, care folosesc dezinformarea și alte activități secrete, la afaceri publice albe, care se bazează pe comunicate de presă veridice”. Prin urmare, operațiunile OSI ar fi putut include activități „negre”.
Operațiunile OSI trebuiau să facă mai mult decât muncă de relații publice, ci includeau contactarea și trimiterea de e-mailuri către mass-media, jurnaliști și lideri ai comunităților străine, cărora le-ar fi transmis informații care să combată acțiunile guvernelor și organizațiilor străine ostile Statelor Unite. În acest scop, e-mailurile erau mascate prin utilizarea unor adrese domeniul .com, spre deosebire de adresa standard a Pentagonului .mil, și ascundeau orice implicare a guvernului SUA și a Pentagonului. Pentagonului îi este interzis să desfășoare operațiuni de propagandă neagră în cadrul mass-media americane, dar nu îi este interzis să desfășoare astfel de operațiuni împotriva instituțiilor media străine. Ideea de a efectua operațiuni de propagandă neagră și de a utiliza dezinformarea a dus la critici dure la adresa programului, care au dus la închiderea acestuia în 2002 .

## În politica internă

### Mass-media australiană
- În perioada premergătoare alegerilor federale australiene din 2007, au circulat foi volante prin Sydney în numele unei organizații false numită „Federația Islamică din Australia”. Pliantele mulțumeau Partidul Laburist (Australia)Partidului Laburist pentru că susținea terorismul, fundamentaliștii islamici și suspecții atentatul din Bali. Un grup de membri ai Partidului Liberal din Sydney au fost implicați în incident[20][21][22]

### Mass-media britanică
- În noiembrie 1995, un articol din ziarul Sunday Telegraph susținea că  Saif al-Islam Gaddafi (fiul lui Muammar al-Gaddafi) ar fi avut legătură cu contrafacerea de monedă. Autorul poveștii, Con Coughlin⁠(d), a atribuit în mod fals afirmația unui „oficial bancar britanic”, dar informațiile sale au provenit de fapt de la agenți  Secret Intelligence Service (MI6). Acest fapt, precum și faptul că Coughlin nu a avut alte surse pentru această poveste, a ieșit la iveală doar când Saif Gaddafi a dat în judecată ulterior ziarul pentru calomnie[23].

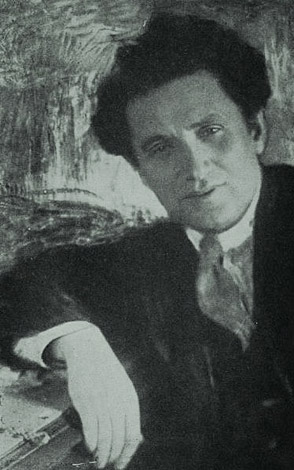
Grigori Zinoviev

- Scrisoarea lui Zinoviev a fost o scrisoare falsă publicată în 1924 în ziarul britanic Daily Mail. Aceasta pretindea că este o scrisoare din partea președintelui Comintern Grigori Zinoviev către Partidul Comunist (Regatul Unit). În scrisoare se cerea comuniștilor să mobilizeze „forțele simpatizante” în Partidul Laburist și vorbea despre crearea de disensiuni în Forțele Armate Britanice. Scrisoarea lui Zinoviev a fost esențială pentru victoria conservatorilor în alegerile generale din 1924.  Scrisoarea părea autentică la vremea respectivă, dar istoricii cred acum că a fost un fals. Istoricii sunt acum de acord că scrisoarea a avut un impact redus asupra votului susținătorilor laburiștilor. Cu toate acestea, a ajutat Partidul Conservator să grăbească prăbușirea Partidului Liberal, care a dus la victoria zdrobitoare a conservatorilor.

### Mass-media americană
- În „falsul Roorback” din 1844, ziarul Chronicle din Ithaca, New York a publicat o poveste a unui presupus turist german pe nume Baron von Roorback, potrivit căreia James K. Polk, care candida pentru realegerea pe listele  Partidului Democrat în Camera Reprezentanților a Statelor Unite ale Americii, și-a însemnat sclavii înainte de a-i vinde la licitație pentru a-i deosebi de ceilalți sclavi scoși la vânzare. Polk a beneficiat de fapt de pe urma acestei stratageme, deoarece aceasta s-a reflectat negativ asupra adversarilor săi atunci când minciuna a fost descoperită[24].  Ulterior, termenul „roorback” a fost introdus pentru a desemna trucurile politice murdare.
- În timpul alegerilor prezidențiale americane din 1972, Donald H. Segretti⁠(d), agent politic al campaniei de realegere a președintelui Richard Nixon, a publicat o scrisoare falsificată pe o foaie de hârtie cu antetul  senatorului Edmund Muskie, în care se afirma în mod fals că senatorul Henry „Scoop” Jackson⁠(d), împotriva căruia Muskie candida pentru nominalizarea din partea Partidului Democrat, ar fi avut un copil nelegitim cu o tânără de 17 ani. Muskie, care fusese considerat favorit, a pierdut nominalizarea în favoarea lui George McGovern, iar Nixon a fost reales. Scrisoarea făcea parte dintr-o campanie de așa-numite „trucuri murdare”, dirijată de Segretti, și descoperită în cadrul scandalului „Watergate”. Segretti a intrat în închisoare în 1974, după ce a pledat vinovat la trei infracțiuni de distribuire ilegală de literatură electorală. Un alt truc murdar al său a fost „Scrisoarea Canuck”, deși aceasta era o calomnie la adresa lui Muskie și nu o piesă de propagandă neagră. (Deși este un termen afectuos printre canadienii de astăzi[25], „canuck” este un termen adesea considerat peiorativ atunci când este aplicat americanilor de origine franco-canadiană din New England. Un număr semnificativ de alegători din New Hampshire au astfel de origini[26]).

### Guvernul Statelor Unite ale Americii
- Programul de contraspionaj al FBI-ului, „COINTELPRO”, a avut ca scop, potrivit FBI, „să demaște, să perturbe, să deturneze, să discrediteze sau să neutralizeze în alt mod activitățile naționaliștilor negri, ale organizațiilor și grupurilor care promovează ura, ale liderilor, membrilor și susținătorilor acestora”.  Propaganda neagră a fost folosită asupra comuniștilor și a  „panterelor negre”. De asemenea, a fost folosită împotriva celor care se opuneau intervenției americane în Vietnam,  liderilor sindicali și a nativilor americani[27]. Strategia FBI-ului a fost consemnată într-o notă din 1968: „Luați în considerare utilizarea de caricaturi, fotografii și scrisori anonime care vor avea ca efect ridiculizarea Noii Stângi⁠(d). Ridiculizarea este una dintre cele mai puternice arme pe care le putem folosi împotriva ei"[28].
- „Documentele Penkovsky” sunt un exemplu de propagandă neagră desfășurată de CIA în anii 1960. S-a pretins că „Documentele Penkovsky” au fost scrise de un transfug sovietic din GRU, colonelul Oleg Penkovsky⁠(d), dar au fost de fapt produse de CIA într-un efort de a diminua credibilitatea Uniunii Sovietice într-o perioadă hotărâtoare a Războiului Rece[29].

### Propaganda neagră religioasă
- În 1955, Biserica Scientologică a publicat cartea Brain-Washing: A Synthesis of the Russian Textbook on Psychopolitics (Spălarea creierului: o sinteză a manualului rusesc de psihopolitică), care ar fi fost scrisă de șeful NKVD-ului, Lavrenti Beria.  De fapt, cartea descrie toate practicile cărora Scientologia li se opunea (chirurgie cerebrală, medicația psihiatrică, prihologia, legile privind munca copiilor și impozitul pe venit) ca fiind conspirații comuniste dirijate de Moscova, și descrie „Biserica Scientologică” ca fiind cea mai mare amenințare la adresa „comunismului”. (În acest document, catolicismul este abia menționat ca o amenințare la adresa Uniunii Sovietice, iar ortodoxia, religia dominantă a Uniunii Sovietice, nu este menționată deloc.  În plus, „Beria” folosește expresii precise pe care L. Ron Hubbard (creatorul scientologiei) le-a consacrat, cum ar fi „pain-drug hypnosis (hipnoza cu medicamente pentru durere)” și „thinkingness (gândire)”.
- Se presupune că Biserica Scientologică, sub conducerea lui L. Ron Hubbard, a susținut utilizarea „propagandei negre” pentru "distrugerea reputației sau credibilității publice a unor persoane, companii sau națiuni”, ca o practică de „joc corect" împotriva persoanelor represive[30]. După ce autoarea Paulette Cooper⁠(d) a scris Scandalul scientologiei, Biserica Scientologică a desfășurat o   operațiune sub acoperire de tip „steag fals” prin care a furat articole de papetărie de la ea pentru a lansa false amenințări cu bombă[31].

### Propaganda neagră a ecologiștilor
- Pagina de internet „Let's Go! Shell in the Arctic”[32] a fost concepută pentru a arăta ca un site oficial al Royal Dutch Shell, dar era de fapt un fals produs de Greenpeace[33].

## Vedeți și:
- Propagandă albă
- Astroturfing
- Propagandă nazistă
- Război informațional
- Război psihologic
- Steag fals

## Resurse internet
- Stamps as War – and Propaganda Forgeries: Acest site prezintă aproape toate falsurile de război și de propagandă emise oficial. De asemenea, prezintă situațiile reale care au fost șabloane pentru falsuri..
- Sefton Delmer – Black Boomerang Arhivat în 24 octombrie 2019, la Wayback Machine.: Sefton Delmer a fost șeful Propagandei Negre britanice în timpul celui de-al Doilea Război Mondial. Cartea sa Black Boomerang spune povestea sa.
- PsyWar.Org – Black Propaganda and propaganda leaflets database: Un site cu diverse articole despre propaganda neagră și războiul psihologic. Site-ul dispune de o bibliotecă extinsă de pliante de propagandă din Primul Război Mondial până în prezent.
- WW2 propaganda leaflets: Un site despre pliantele de propagandă lansate din aer, din avioane sau cu rachete. Are un o prezentare cu multe pliante de propagandă neagră din al doilea război mondial..
- Gray and Black Radio Propaganda against Nazi Germany Lucrare bogat ilustrată care descrie efortul aliaților în cel de-al Doilea Război Mondial de subminare a  Germaniei prin emisiuni radio neidentificate sau greșit identificate.
- Office of Strategic Influence pe SourceWatch.